# Robertus mediterraneus
Robertus mediterraneus is een spinnensoort in de taxonomische indeling van de kogelspinnen (Theridiidae).
Het dier behoort tot het geslacht Robertus. De wetenschappelijke naam van de soort werd voor het eerst geldig gepubliceerd in 1987 door Kirill Yuryevich Eskov.